# Charlottesville (Virgínia)
|  | Per a altres significats, vegeu «Charlottesville». |

Charlottesville és una ciutat de l'Estat de Virgínia als Estats Units, situada al comtat d'Albemarle, del qual és la capital. Segons el cens del 2016, té una població de 49,071 habitants. És la seu de la prestigiosa Universitat de Virgínia. Thomas Jefferson hi visqué fins a la seva mort a la seva llar, anomenada Monticello.

## Història i geografia
Charlottesville se situa al centre de la Commonwealth de Virgínia, sobre les ribes del Rivanna, un afluent del riu James. Fou fundada el 1762, al llarg d'una ruta comercial anomenada "Three Notched Road" (avui l'U.S. Route 250) que va des de Richmond a la Gran Vall dels Apalatxes. El seu nom és un homenatge a Carlota (Charlotte) de Mecklembourg-Strelitz, esposa del rei Jordi III del Regne Unit.
Durant la Guerra de la Independència, l'exèrcit de la Convenció (els britànics) va tenir la seva base allà des de 1779 fins a 1781. El 4 de juny de 1781, Jack Jouett, heroi de la Revolució Americana, va advertir els representants de Virgínia, reunits a Monticello, de la imminent arribada de Banastre Tarleton, la qual cosa els permeté d'escapar a peu.
Contràriament a la major part de les comunitats de Virgínia, Charlottesville es va salvar de la Guerra de Secessió. L'única batalla que s'hi va desenvolupar fou l'escaramussa de Rio Hill, durant la qual George Armstrong Custer va ser repel·lit per la milícia local de la Confederació. La ciutat més tard va fer la seva rendició per evitar ser cremada.
La primera església negra de Charlottesville va ser fundada l'any 1864. Anteriorment, els negres tenien prohibit de tenir els seus propis llocs de culte, si bé se'ls permetia d'assistir a les esglésies blanques.
Charlottesville és la seu de les oficines del National Radio Astronomy Observatory, l'Observatori de McCormick i l'Institut CFA. També té dos hospitals, el « Martha Jefferson Hospital » i el « University of Virginia Health System Hospital ».
El "National Ground Intelligence Center" o NGIC ("Centre Nacional d'Intel·ligència Terrestre"), un centre d'informació científica i tècnica sobre les forces de terra estrangeres, està al nord de la ciutat.
Segons l'Oficina del Cens dels Estats Units, la superfície total de la ciutat és de 26,7 km². Charlottesville es troba a 185 quilòmetres de Washington, D.C. i a 113 de Richmond.

## Cultura
Tot i ser una ciutat relativament petita, Charlottesville té moltes atraccions. Els turistes venen aquí per anar en globus o practicar senderisme, o gaudir d'actitivats culturals de nivell nacional: la ciutat també va ser la plataforma de llançament de la Dave Matthews Band.
Tres presidents estatunidencs, (Thomas Jefferson, James Madison i James Monroe) són originaris de la regió de Charlottesville. D'altra banda, Monticello, la mansió d Jefferson, es troba a uns 10 quilòmetres del centre de la ciutat, amb vistes a la Ash Lawn-Highland, la casa de Monroe (que és la seu d'un festival d'òpera cada estiu).
La proximitat del Parc Nacional de Shenandoah ofereix activitats recreatives i paisatges impressionants als voltatns de les rutes de senderisme. La ruta pintoresca del Skyline Drive travessa el parc en tota la seva longitud, i alternant masses d'espessos boscos i vistes panoràmiques sobre els turons.

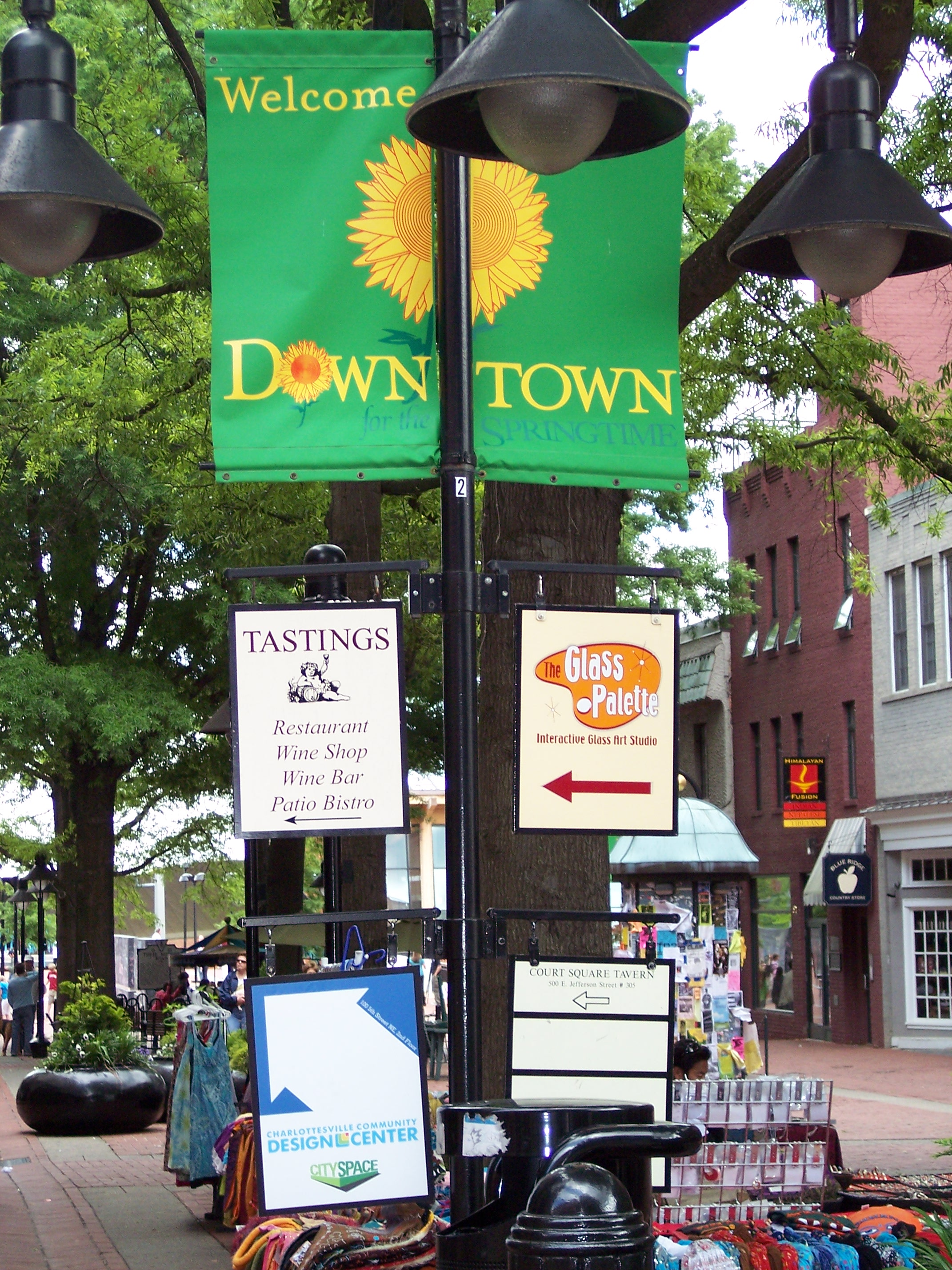
El Downtown Mall

El centre de Charlottesville funciona com a centre de negocis al comtat d'Albemarle. Alberga el Downtown Mall, una de les zones de vianants més grans dels Estats Units, i les seves botigues i restaurants. El Teatre Paramount, renovat, els ofereix una varietat d'esdeveniments, incloent espectacles de Broadway i concerts. També hi ha el"Virginia Discovery Museum" i un amfiteatre a l'aire lliure amb capacitat per a 3.500 persones, el Charlottesville Pavilion.. A poques passes d'allà, Court Square, el centre original de Charlottesville, on diversos edificis històrics es remunten a la fundació de la ciutat el 1762.
Charlottesville és també la seu de la Universitat de Virgínia: cada any hi assisteixen més de 20.000 estudiants Es troba principalment en la part occidental de la ciutat, amb la vila acadèmica Thomas Jefferson com a centre neuràlgic. Aquesta part de la universitat es coneix amb el nom de Lawn (la gespa): una llarga esplanada coberta d'herba coronada per dos edificis famosos: la Rotonda (dissenyat pel mateix Jefferson) i l'Old Cabell Hall (dissenyat per Stanford White). Al llarg del Lawn la gespa són les habitacions reservades per als alumnes més destacats. No gaire lluny de la Rotonda, el museu d'art de la Universitat de Virgínia exposa una part dels 10.000 objectes de la seva col·lecció.

## Actualitat

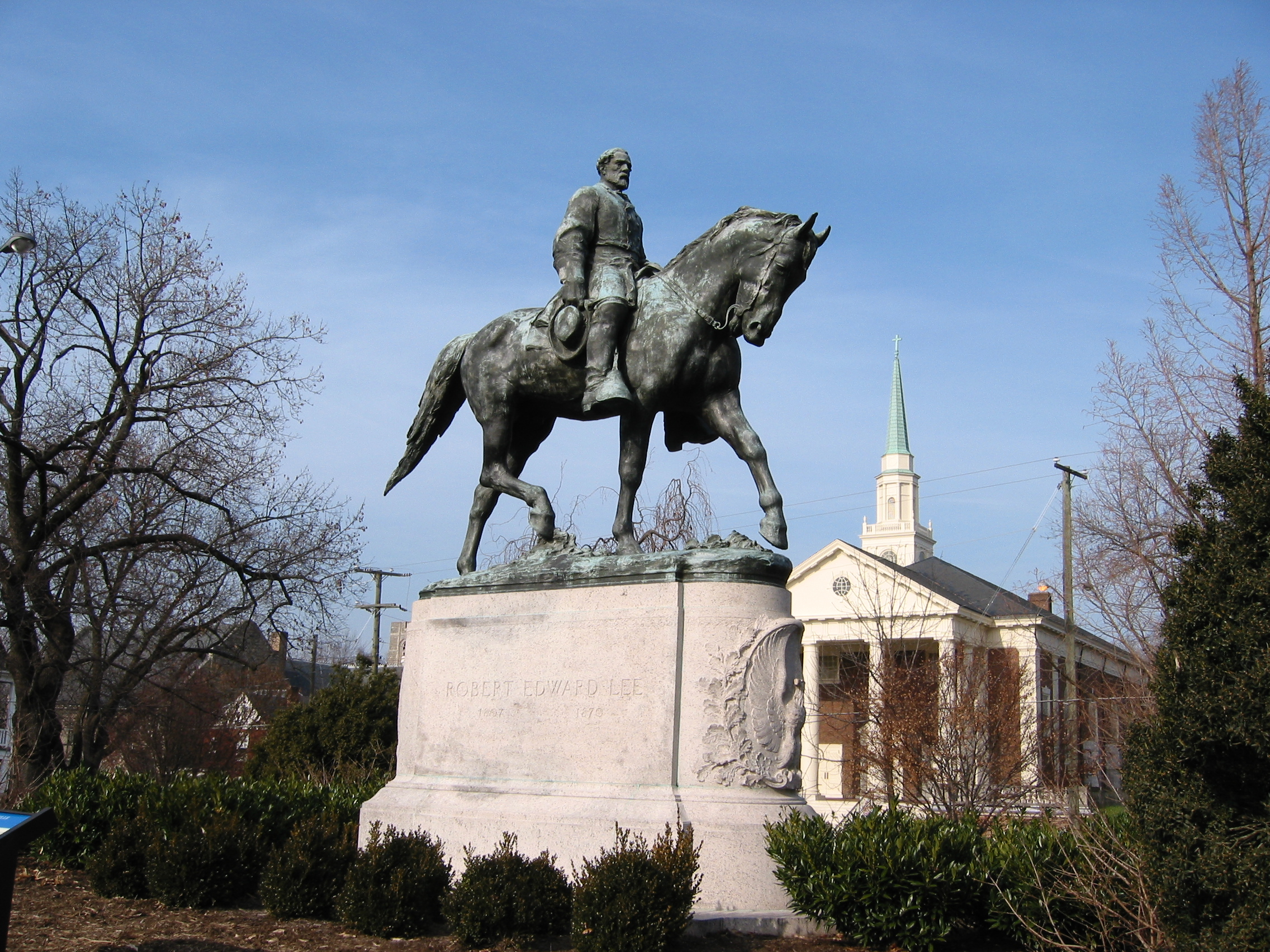
L'estàtua de Robert Edward Lee a l'Emancipation Park de Charlottesvile

La decisió del govern local de Charlottesville, l'abril del 2017, de retirar una escultura eqüestre del general confederat Robert E. Lee,va causar una forta polèmica a la ciutat, que finalment va desembocar en un seguit d'aldarulls provocats per grups d'extrema dreta que van comportar la mort d'un manifestant antiracista a causa d'un atropellament.